# Lancer du poids féminin aux Jeux olympiques d'été de 1960
Navigation
Melbourne 1956 Tokyo 1964
L'épreuve du lancer du poids féminin aux Jeux olympiques de 1960 s'est déroulée le 2 septembre 1960 au Stade olympique de Rome, en Italie.  Elle est remportée par la Soviétique Tamara Press.

## Résultats

### Finale
| Rang               | Athlète            | Pays                       | Marque | Essais | Essais | Essais | Essais | Essais | Essais | Notes |
| Rang               | Athlète            | Pays                       | Marque | 1      | 2      | 3      | 4      | 5      | 6      | Notes |
| ------------------ | ------------------ | -------------------------- | ------ | ------ | ------ | ------ | ------ | ------ | ------ | ----- |
| Médaille d'or      | Tamara Press       | Union soviétique           | 17.32  | 16.08  | 17.32  | 16.40  | 16.19  | 16.20  | 16.14  | OR    |
| Médaille d'argent  | Johanna Lüttge     | Équipe unifiée d’Allemagne | 16.61  | 16.21  | 16.59  | 15.74  | 15.20  | 15.40  | 16.61  |       |
| Médaille de bronze | Earlene Brown      | États-Unis                 | 16.42  | 15.73  | 16.34  | 16.07  | 15.80  | 15.95  | 16.42  |       |
| 4                  | Valerie Sloper     | Nouvelle-Zélande           | 16.39  | 16.11  | 16.26  | 15.72  | 16.39  | 16.21  | 16.07  |       |
| 5                  | Zinaida Doynikova  | Union soviétique           | 16.13  | x      | 15.72  | 15.40  | 15.65  | 16.13  | 15.52  |       |
| 6                  | Renate Boy         | Équipe unifiée d’Allemagne | 15.94  | 15.61  | 15.94  | 15.40  | 15.07  | 15.20  | 15.60  |       |
| 7                  | Galina Zybina      | Union soviétique           | 15.56  | 13.82  | 15.56  | 15.27  |        |        |        |       |
| 8                  | Wilfriede Hoffmann | Équipe unifiée d’Allemagne | 15.14  | 14.87  | 14.75  | 15.14  |        |        |        |       |
| 9                  | Věra Černá         | Tchécoslovaquie            | 15.06  | 15.06  | 14.29  | x      |        |        |        |       |
| 10                 | Jadwiga Klimaj     | Pologne                    | 14.66  | 14.06  | 14.66  | 13.78  |        |        |        |       |
| 11                 | Eugenia Rusin      | Pologne                    | 14.55  | x      | 14.55  | 14.18  |        |        |        |       |
| 12                 | Milena Usenik      | Yougoslavie                | 14.19  | 14.19  | 14.12  | 14.11  |        |        |        |       |